# Могучие рейнджеры: Дикий мир
«Могучие рейнджеры: Дикий мир» (англ. Power Rangers Wild Force) — десятый, юбилейный сезон американского телесериала «Могучие рейнджеры». Последний сезон, выпущенный компанией «Saban Entertainment», основанный на двадцать пятом, юбилейном сезоне японского телесериала «Super Sentai». «Отряд Ста зверей — Гаорейнджеры». Название сезона дословно переводится как Дикая сила.

## Сюжет
Коул Эванс, проживший всё детство в одном из племён в джунглях, пытается выяснить, кто же он. Поиски приводят его в город Черепашья Бухта, над которым в небесах парит легендарная страна Анимариум, населённая волшебными Дикими Зордами. Для защиты сказочной страны и нашего мира от вторжения многочисленных Оргов, загрязняющих всё вокруг, принцесса Анимариума Шейла создаёт команду из четырёх защитников — Могучих Рейнджеров Дикой Силы, которыми стали Макс Купер, Дэнни Дельгадо, Тейлор Эрхардт и Алисса Энрил. Вскоре к ним присоединяется Коул и становится лидером команды — Красным Диким Рейнджером. Вместе ребятам предстоит сражаться с полчищами Оргов, возглавляемых Мастером Оргом, искать новых Диких Зордов, а также помочь Коулу обрести себя.

## Персонажи

### Рейнджеры
- Коул Эванс — Красный Дикий Рейнджер, лидер команды. Роль играет Рикардо Медина-Младший.
- Тейлор Эрхардт — Жёлтый Дикий Рейнджер. Роль играет Элисон Кайперман.
- Макс Купер — Синий Дикий Рейнджер. Роль играет Филипп Жан-Мари.
- Дэнни Дельгадо — Чёрный Дикий Рейнджер. Роль играет Джек Гузман.
- Алисса Энрил — Белый Дикий Рейнджер. Роль играет Джессика Рей.
- Меррик Бэлитон — Лунный Волк-Рейнджер. Роль играет Филипп Эндрю.

### Союзники
- Принцесса Шейла — правительница Анимариума и наставница Рейнджеров. Роль играет Анна Мари Крауч.
- Кайт / Анимус — таинственный мальчик, у которого не было четких воспоминаний о его собственной личности и который обитал на стройке на краю города. Роль играет Райан Голдстейн, озвучивает Чарльз Гидеон Дэвис.
- Рэнсик и Надира — бывшие враги Рейнджеров Времени. Роли играют Вернон Уэллс и Кейт Шелдон.

### Легендарные рейнджеры
- Рейнджеры Времени
  - Уэсли «Уэс» Коллинз — Красный Рейнджер времени. Роль играет Джейсон Фаунт.
  - Дженнифер «Джен» Скоттс — Розовый Рейнджер времени. Роль играет Эрин Кехилл.
  - Трип Реджис — Зелёный Рейнджер времени. Роль играет Кевин Клейнберг.
  - Кэти Уолкер — Жёлтый Рейнджер времени. Роль играет Дебора Эстель Филипс.
  - Лукас Кендалл — Синий Рейнджер времени. Роль играет Майкл Копон.
  - Эрик Майерс — Квантовый Рейнджер. Роль играет Дэн Саутворт.
- Вечно Красные Рейнджеры
  - Джейсон Ли Скотт — бывший оригинальный Красный Рейнджер и второй Золотой Зео Рейнджер. Роль играет Остин Сент. Джон.
  - Орико — Красный Рейнджер Аквитара. Роль играет Кристофер Гленн.
  - Томми Оливер — живая легенда среди Могучих Рейнджеров. Возглавлял операцию по уничтожению остатков Империи Машин, засевших на Луне. Ранее был Зелёным Рейнджером, Белым Рейнджером, Красным Зео Рейнджером и Красным Турбо Рейнджером. Роль играет Джейсон Дэвид Фрэнк.
  - Теодор Джей «Ти Джей» Джарвис Джонсон — второй Красный Турбо Рейнджер. Роль играет Селвин Уорд.
  - Андрос — Красный Космический Рейнджер. Роль играет Кристофер Кейман Ли.
  - Лео Корбетт — Красный Галактический Рейнджер. Роль играет Дэнни Славин.
  - Картер Грейсон — Красный Скоросвет-Рейнджер. Роль играет Шон Св Джонсон.

### Антагонисты

#### Армия Оргов
Орги — древние монстры, которые были заточены в глубины Земли Древними Воинами, а их повелитель — Мастер Орг, уничтожен. Однако современное загрязнение планеты вновь возвратило их к жизни. Все Орги были уничтожены в процессе сезона Дикими Рейнджерами и их планы по захвату мира сошли на нет.
- Мастер Орг (Виктор Адлер)— главный антагонист. Роль играет Илья Волок.
- Токсика / Некрономика — герцогиня Оргов, принцесса магии. Роль играет Син Вонг.
- Джиндракс — герцог Оргов, повелитель клинков. Роль играет Дэнни Уэйн, озвучивает Ричард Кансино.
- Ретинэкс — первый из генералов Оргов, который появился в Черепашьей Бухте. Роль озвучивает Майкл Сорич.
- Нейзор — один из генералов Оргов. Роль озвучивает Кен Мерккс.
- Мэндилок — один из генералов Оргов. Роль озвучивают Эзра Вайс (мужской голос) и Барбара Гудсон (женский голос).
- Зен-Аку — тёмная сторона Меррика Бэлитона. Роль озвучивают Дэн Ворен (1 время) и Лекс Лэнг (2 время).
- Муторги — команда полуоргов-полумутантов. Роль озвучивают Ким Штраус (Рофанг) и Дэвид Лодж (Такач и Киред).
- Оникаге — орг-ниндзя. Роль озвучивает Дэн Ворен.
- Путриды — древняя армия солдат-Оргов.

#### Империя Машин
Империя Машин когда-то была могущественной группировкой роботов, хотевшей завоевать Галактику. Однако Зео Рейнджеры несколько лет назад остановили их наступление на Землю, а во времена Космических Рейнджеров Империя была почти уничтожена. Ее остатки были добиты в этом сезоне.
- Генерал Венжикс — лидер остатков Империи Машин. Роль озвучивает Арчи Као.
- Генералы Империи Машин — помощники Генерала Венжикса. Роли озвучивают Уолтер Эммануил Джонс (Гиррок), Кэтрин Сазерленд (Теззла), Скотт Пейдж-Пэгтер (Стилон), Дэвид Уолш (Автомон).
- Коги — сверхсовременные боевые роботы Империи Машин.
- Серпентера — легендарный Зорд Лорда Зедда.

## Эпизоды
| № общий | № в сезоне | Название                                                                            | Режиссёр        | Автор сценария                  | Дата премьеры    |
| ------- | ---------- | ----------------------------------------------------------------------------------- | --------------- | ------------------------------- | ---------------- |
| 419     | 1          | «Львиное сердце» «Lionheart»                                                        | Коити Сакамото  | Уильям Уинклер                  | 9 февраля 2002   |
| 420     | 2          | «Тьма пробуждается» «Darkness Awakening»                                            | Коити Сакамото  | Дерек Райдалл                   | 9 февраля 2002   |
| 421     | 3          | «Стоп, Снято!» «Click, Click, Zoom»                                                 | Коити Сакамото  | Джилл Доннеллан                 | 16 февраля 2002  |
| 422     | 4          | «Никогда не сдавайся» «Never Give Up!»                                              | Терри Уитроу    | Кэтрин Торпей                   | 23 февраля 2002  |
| 423     | 5          | «Пробуждение древних сил» «Ancient Awakening»                                       | Терри Уитроу    | Сьюзи Шимояма                   | 2 марта 2002     |
| 424     | 6          | «Записка в бутылке» «Wishes On The Water»                                           | Коити Сакамото  | Уильям Уинклер                  | 9 марта 2002     |
| 425     | 7          | «Нужны медведи» «The Bear Necessities»                                              | Коити Сакамото  | Дерек Райдалл                   | 16 марта 2002    |
| 426     | 8          | «В поисках души» «Soul Searching»                                                   | Коити Сакамото  | Джилл Доннеллан                 | 23 марта 2002    |
| 427     | 9          | «Птица спасительница» «Soul Bird Salvation»                                         | Уорт Китер      | Сьюзи Шимояма                   | 30 марта 2002    |
| 428     | 10         | «Проклятье Волка» «Curse of the Wolf»                                               | Таро Сакамото   | Кэтрин Торпей                   | 6 апреля 2002    |
| 429     | 11         | «Битва Зордов» «Battle of The Zords»                                                | Коити Сакамото  | Дерек Райдалл                   | 13 апреля 2002   |
| 430     | 12         | «Атака Зордов Хищников» «Predazord, Awaken»                                         | Коити Сакамото  | Берген Уильямс                  | 20 апреля 2002   |
| 431     | 13         | «Месть Зен-Аку» «Revenge of Zen-Aku»                                                | Коити Сакамото  | Джилл Доннеллан                 | 27 апреля 2002   |
| 432     | 14         | «Кризис личности» «Identity Crisis»                                                 | Таро Сакамото   | Сьюзи Шимояма                   | 4 мая 2002       |
| 433     | 15         | «Древний воин» «The Ancient Warrior»                                                | Таро Сакамото   | Кэтрин Торпей                   | 11 мая 2002      |
| 434     | 16         | «Волк одиночка» «The Lone Wolf»                                                     | Таро Сакамото   | Дерек Райдалл                   | 18 мая 2002      |
| 435     | 17         | «Странные песни» «Power Play»                                                       | Коити Сакамото  | Джилл Доннеллан                 | 1 июня 2002      |
| 436     | 18         | «Разоблачение с превращением» «Secrets and Lies»                                    | Коити Сакамото  | Берген Уильямс                  | 8 июня 2002      |
| 437     | 19         | «Приём Торнадо» «The Tornado Spin»                                                  | Уорт Китер      | Дерек Райдалл                   | 15 июня 2002     |
| 438     | 20         | «Трое - уже толпа» «Three's a Crowd»                                                | Таро Сакамото   | Кэтрин Торпей и Берген Уильямс  | 29 июня 2002     |
| 439     | 21         | «По стопам отца» «A Father's Footsteps»                                             | Коити Сакамото  | Сьюзи Шимояма                   | 6 июля 2002      |
| 440     | 22         | «Я спою тебе на заре» «Sing Song»                                                   | Таро Сакамото   | Джилл Доннеллан                 | 13 июля 2002     |
| 441     | 23         | «Крылья Анимарии» «The Wings of Animaria»                                           | Уорт Китер      | Сьюзи Шимояма                   | 20 июля 2002     |
| 442     | 24         | «Десант из будущего, часть 1» «Reinforcements from the Future, Part I»              | Коити Сакамото  | Амит Бхаумик                    | 27 июля 2002     |
| 443     | 25         | «Десант из будущего, часть 2» «Reinforcements from the Future, Part II»             | Коити Сакамото  | Амит Бхаумик                    | 3 августа 2002   |
| 444     | 26         | «Признание Мастера Орка» «The Master's Last Stand»                                  | Коити Сакамото  | Дерек Райдалл                   | 10 августа 2002  |
| 445     | 27         | «Незаконченное дело» «Unfinished Business»                                          | Таро Сакамото   | Сьюзи Шимояма                   | 14 сентября 2002 |
| 446     | 28         | «Возвращение домой» «Homecoming»                                                    | Таро Сакамото   | Кэтрин Торпей                   | 14 сентября 2002 |
| 447     | 29         | «Флейта» «The Flute»                                                                | Уорт Китер      | Кэтрин Торпей                   | 21 сентября 2002 |
| 448     | 30         | «Карнавальная команда» «Team Carnival»                                              | Коити Сакамото  | Кэтрин Торпей                   | 21 сентября 2002 |
| 449     | 31         | «Укрощение Зордов» «Taming of the Zords»                                            | Коити Сакамото  | Кэтрин Торпей                   | 28 сентября 2002 |
| 450     | 32         | «Берегите Землю» «Monitoring Earth»                                                 | Таро Сакамото   | Кэтрин Торпей                   | 28 сентября 2002 |
| 451     | 33         | «Душа человека» «The Soul of Humanity»                                              | Таро Сакамото   | Кэтрин Торпей                   | 5 октября 2002   |
| 452     | 34         | «Вечно Красные» «Forever Red»                                                       | Коити Сакамото  | Амит Бхаумик                    | 5 октября 2002   |
| 453     | 35         | «Слуга своего Господина, часть 1» «The Master's Herald, Part I»                     | Коити Сакамото  | Джилл Доннеллан                 | 19 октября 2002  |
| 454     | 36         | «Слуга своего Господина, часть 2» «The Master's Herald, Part II»                    | Коити Сакамото  | Джилл Доннеллан                 | 19 октября 2002  |
| 455     | 37         | «Спасение друга» «Fishing for a Friend»                                             | Таро Сакамото   | Сьюзи Шимояма                   | 2 ноября 2002    |
| 456     | 38         | «Покидая Нексус» «Sealing the Nexus»                                                | Таро Сакамото   | Дерек Райдалл                   | 2 ноября 2002    |
| 457     | 39         | «Последние дни Могучих рейнджеров, часть 1» «The End of the Power Rangers, Part I»  | Джонатан Тзачер | Джилл Доннеллан и Кэтрин Торпей | 16 ноября 2002   |
| 458     | 40         | «Последние дни Могучих рейнджеров, часть 2» «The End of the Power Rangers, Part II» | Джонатан Тзачер | Дерек Райдалл и Сьюзи Шимояма   | 16 ноября 2002   |